# Намалюй мені ніч
«Намалюй мені ніч» — українська естрадна пісня, написана 1962 року. Автор слів — Микола Петренко, композитор — Мирослав Скорик. Пізніше свій варіант музики написав композитор Богдан Весоловський. Пісня була популярною в 1960—1970-х роках.

## Історія створення
Вірш «Намалюй мені ніч» Микола Петренко написав 1962 року у майстерні скульпторки Теодозії Бриж. Він присвятив його художниці Генріетті Левицькій, яка намалювала його портрет. «Усе трапилося перед якоюсь вечіркою. Фана (так називали Теодозію) ще ліпила щось, Генріетта малювала, а я сумував. Фана кинула мені: „Чого снуєшся без діла? Краще напиши мені й Гері вірша“», — згадує Микола Петренко. Коли він завершив слова майбутньої пісні, то показав їх композитору Мирославу Скорику. Той досить швидко написав на них музику.
1963 року у Львові Мирослав Скорик зібрав зі студентів та викладачів львівської консерваторії естрадний ансамбль «Веселі скрипки». Колектив складався з чотирьох-п’яти скрипок, альта, духових, ритм-групи. Керівник грав на роялі. Ансамбль разом із Любов'ю Чайковською став першим виконавцем пісні «Намалюй мені ніч», чим започаткував новий напрямок української естрадної пісні.
Пізніше в Канаді відомий український композитор Богдан Весоловський написав власний варіант музики. Пісня звучала на хвилях українськомовних радіостанцій і мала неабияку популярність у США та Канаді. Микола Петренко згадував, що при особистій зустрічі Весоловський пояснив, що взявся за створення свого варіанту «Намалюй мені ніч», бо для нього текст мав інакший підтекст і настрій, ніж у версії Скорика. Через рядки «вирушають у путь, щоб згоріть…» він вважав, що йдеться про дисидентську молодь шістдесятих років, яка справді ладна була жертвувати собою заради ідей, мистецтва та свободи, тож цей варіант є драматичнішим.
1990 року українська співачка Сестричка Віка випустила музичну пародію на пісню під назвою «Намалюй мені ніч», альбом «Мамо, Я Дурна».
2015 року «Намалюй мені ніч» видали на збірці «Намалюй мені ніч — Шедеври української естради» (лейбл — «Країна Мрій»).

## Виконання
- 1965 — Любов Чайковська
- 1970–х років до музичної версії Мирослава Скорика звернулась українська естрадна співачка Софія Ротару; пісня звучить у музичному фільмі «Червона рута» 1971 року[7].
- 2020 року 46 співаків і співачок хору Львівської національної опери записали онлайн «Намалюй мені ніч». Артисти театру присвятили це виконання дню народження Мирослава Скорика[8].
- 2022 року львівський гурт Wszystko, окремим напрямком роботи якого є реставрація українського ретро, переспівав «Намалюй мені ніч» на однойменному альбомі[9].